# Микитинці (Хмельницький район)
Мики́тинці — село в Україні, у Розсошанській сільській громаді Хмельницького району Хмельницької області. Населення становить 84 осіб.

## Історія
Перша письмова згадка про село датується 2 вересня 1424 року.
Костянтин Олексійович Гордієнко (3 жовтня 1899, с. Микитинці — 18 грудня 1993, Харків) — український письменник радянської доби, лауреат Державної премії України ім. Т. Г. Шевченка.
Народився 3 жовтня 1899 року у с. Микитинці на Хмельниччині, у сім'ї робітника. У 1910 році разом з батьками переїхав до Одеси, де в 1917 р. закінчив ремісничу школу. Працював у майстернях, на хімічному і рафінадному заводах, тут прилучився до революційної боротьби. Якийсь час працював відповідальним секретарем селянської газети «Більшовик», редактором балтської повітової газети «Червоне село».
У 1922—27 роках Гордієнко жив у Харкові, належав до спілки пролетарських письменників «Гарт», працював у газеті «Вісті ВУЦВК». Працював поряд з Василем Блакитним, Олександром Довженком, Остапом Вишнею.
У 1929 році оселився у Лебедині. За свідченням самого письменника, лебединський період був найплідніший у його творчому житті.
У 1934 році Гордієнко — член спілки письменників України.
Крім художніх творів перу К. Гордієнка належить також кілька книжок-спогадів, роздумів про літературу, народні характери, мову («Лінія пера» (1932), «Слово про слово» (1964), «Рясне слово» (1978)). Похований там же (кладовище № 2).[1]
Нагороди та вшанування пам'яті[ред. • ред. код]
За трилогію «Чужу ниву жала» (1940), «Дівчина під яблунею» (1954), «Буймир» (1968) К. Гордієнко удостоєний Державної премії України ім. Т. Г. Шевченка, нагороджений орденами «Трудового Червоного Прапора» та «Знак Пошани», медалями.
Ім'я Костя Гордієнка присвоєно муніципальній премії (м. Харків) за найкращий прозовий твір.
Твори
Федько (1925)
Червоні роси (1926)
Харчевня «Розвага друзів» (1926)
Автомат (1928)
Славгород (1929)
Мудриголови
Повість про комуну (1930)
Атака (1931)
Зерна (1934)
Чужу ниву жала (1940)
Дівчата — подруги (1941)
Листи до друзів (1942)
Вірність (1943)
Сильніше смерті (1946)
Б'ють джерела (1947)
Заробітчани (1949)
Цвіти, земля (1951)
Дівчина під яблунею (1954)
Сім'я Остапа Тура (1958)
Зимова повість (1965)
Буймир (1968)